# John Clewarth
John Clewarth (Liverpool, 15 de janeiro de 1948) é um ex-ciclista britânico que competiu representando o Reino Unido em duas provas nos Jogos Olímpicos de 1972, em Munique, Alemanha.